# Pfarrkirche Kirchdorf in Tirol

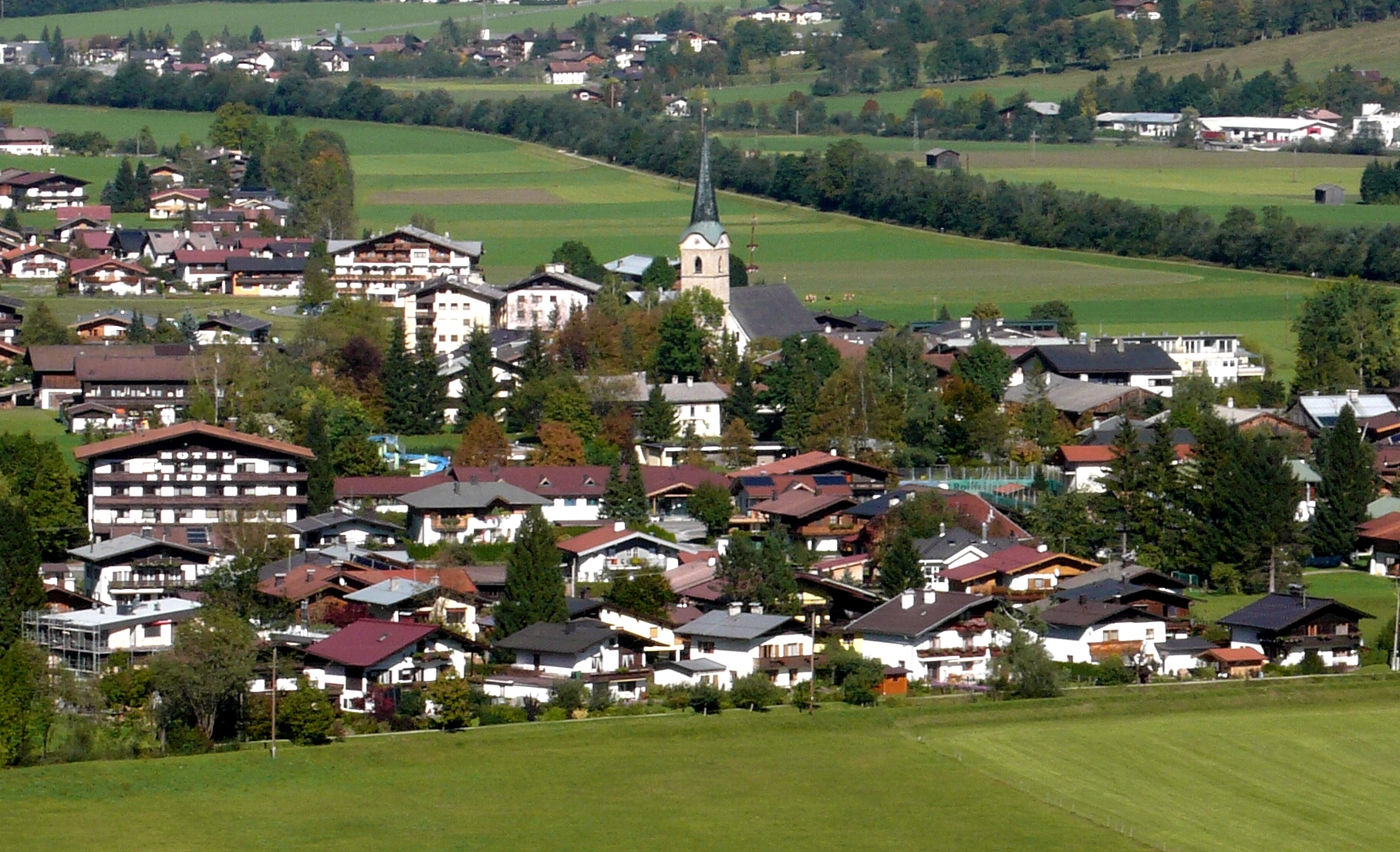
Katholische Pfarrkirche hl. Stephanus in Kirchdorf in Tirol

Ansicht des Kirchengebäudes am Dorfplatz

Die Pfarrkirche Kirchdorf steht in der Gemeinde Kirchdorf in Tirol im Bezirk Kitzbühel im Bundesland Tirol. Die dem Patrozinium hl. Stephanus unterstellte römisch-katholische Pfarrkirche gehört zum Dekanat St. Johann in Tirol in der Erzdiözese Salzburg. Die Kirche steht unter Denkmalschutz (Listeneintrag).

## Geschichte
Die Pfarre wurde 1197 dem Stift St. Zeno in Reichenhall inkorporiert genannt, die Inkorporation endete 1803.
Im Anfang des 16. Jahrhunderts erfolgte ein spätgotischer Neubau bzw. Umbau der Kirche. In der Mitte des 18. Jahrhunderts wurde die Kirche barockisiert. Nach einem Brand 1809 wurde die Kirche ab 1815 wiederaufgebaut. Renovierungen erfolgten 1912 und 1954.

## Architektur
Der im Mauerwerk spätgotische Kirchenbau mit einem Westturm steht mittig im Dorf und ist von einem Friedhof umgeben.
Das Kirchenäußere zeigt sich schlicht mit einer Lisenengliederung. Der eingezogenen Chor mit einem polygonalen Schluss ist nordseitig eine zweigeschoßige Sakristei angebaut. Der spätgotische Westturm ist ein Quaderbau und mit Gesimsen in sechs Geschoße gegliedert, die Schallfenster sind gekehlt und spitzbogig, der Turm trägt über einem Blendarkadenfries über geschweiften Giebeln einen Spitzhelm aus 1815. Das Turmerdgeschoß mit seitlichen Spitzbogenarkaden hat ein Sternrippengewölbe. Das Westportal ist spitzbogig, das Südportal ist spätgotisch reich profiliert.
Das Kircheninnere zeigt ein dreijochiges Langhaus und einen einjochigen Chor mit einem Fünfachtelschluss. Die Wandpfeiler mit ionischen Pilastern entstanden 1815. Das spätgotische rundbogige Sakristeiportal hat eine Eisentür. Die Fenster, welche sich außen spitzbogig zeigen, sind innen gerundet.
Die Deckenmalereien zeigen im Langhaus die Verleihung des Skapuliers an Simon Stock durch Maria, über der Empore hl. Laurentius zwischen Kaiser Heinrich II. als Stifter der Kirche und Kunigunde, im Chor Steinigung des hl. Stephanus, alle gemalt von Joseph Schöpf 1816.
Es gibt einen figuralen Grabstein zu Propst Erasmus Siebenpeck 1565.

## Ausstattung
Der Hochaltar entstand 1836 durch Johann Schweinester, er zeigt das Hochaltarbild Hll. Stephan und Laurentius gemalt von Johann Endfelder, er trägt die Statuen Hll. Virgil und Rupert geschaffen von Josef Haid, das Oberbild zeigt die Hll. Dreifaltigkeit.
Die zwei Seitenaltäre aus der Mitte des 18. Jahrhunderts, 1830 und 1840 erneuert, zeigen Bilder von Johann Endfelder und tragen Statuen von Josef Haid, links das Altarbild Maria mit Skapulier und im Oberbild hl. Josef, rechts das Altarbild Heinrich und Kunigunde und im Oberbild hl. Michael.
Die Orgel baute die Firma Orgelbau Cäcilia Im Jahr 1928. Sie verfügt über 16 Register auf zwei Manualen und Pedal.

## Glocken
Im Kirchturm hängen vier Stahlglocken, die von den Stahlwerken Böhler in Kapfenberg gegossen wurden. Die Glocken wurden im August 1920 geweiht. Sie erklingen in den Schlagtönen fis′ – a′ – cis″ – g″.